# Kippenwang

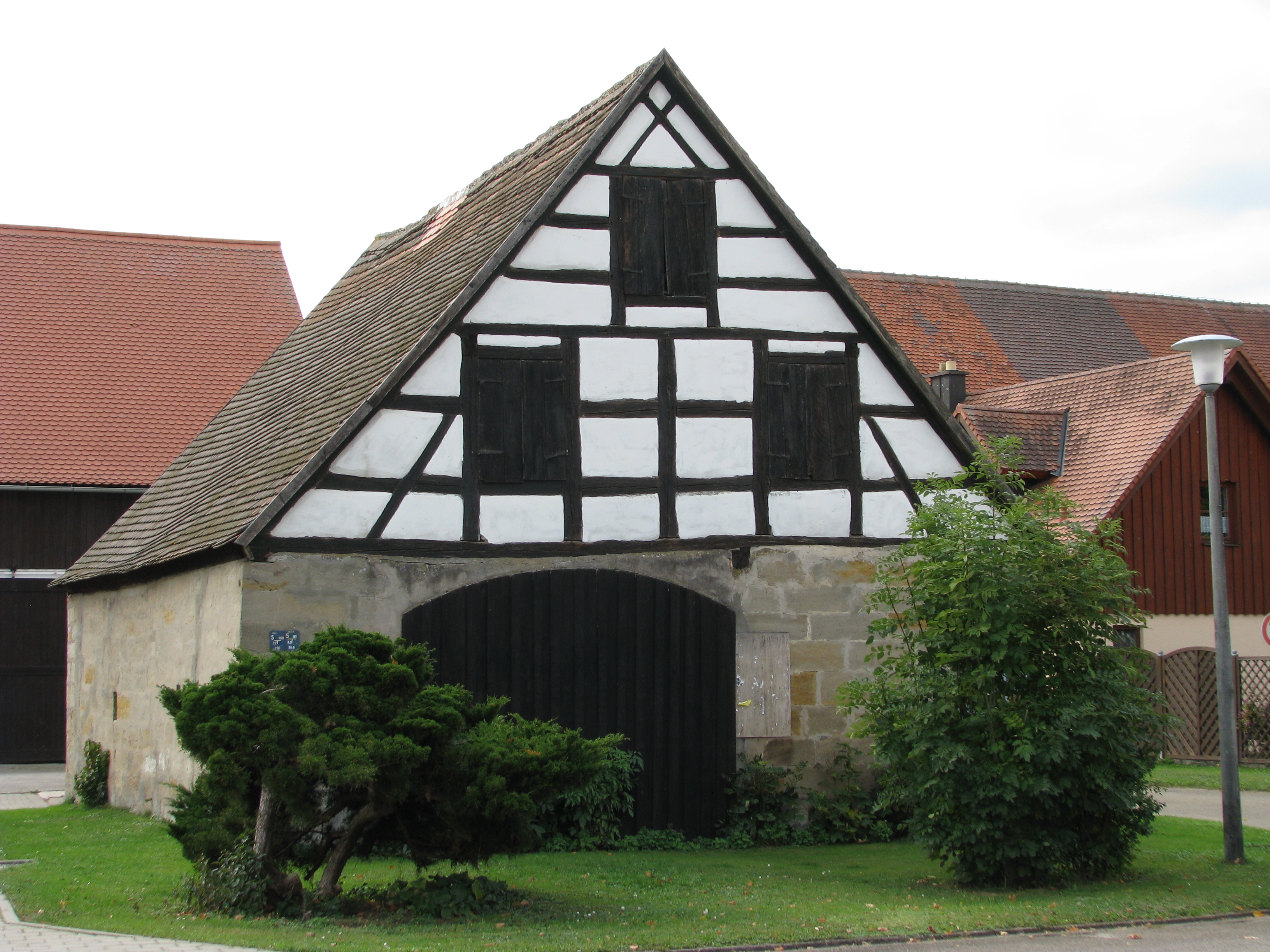
Scheune in Kippenwang

Kippenwang ist ein Gemeindeteil der Stadt Heideck im Landkreis Roth (Mittelfranken, Bayern). Kippenwang liegt in der Gemarkung Aberzhausen.

## Lage
Der Weiler mit Hausnummern 1 bis 7 liegt nördlich des Waldgebietes „Ruppertsberg“ auf der Hochfläche südöstlich von Heideck und – zwischen Laibstadt und Alfershausen – südlich von Aberzhausen, von wo aus eine Gemeindeverbindungsstraße nach Kippenwang und weiter nach Rabenreuth führt. Die Flurgröße beträgt 179 Hektar.

## Ortsnamendeutung
Im Ortsnamen steckt das mittelhochdeutsche Wort „kippe“ für Sichel bzw. für die Sichelform der Wiesenflur.

## Geschichte
1885 wurden bei Kippenwang zwei bronzezeitliche Hügelgräber aufgedeckt. 1897 wurde über einen in der Flur von Kippenwang gefundenen bronzezeitlichen Armring berichtet. Auch fanden sich hier drei Bernsteinschieber aus der Hügelgräberkultur.
Der Ort ist erstmals 1291 als „Kyphenwanch“ erwähnt, als die Eichstätter Domherren Otto Schweppermann und Konrad vom Walde den Zehent zu Kippenwang und Rabenreuth von Hermannus de Gozstorf (heute Jahrsdorf) kaufte, der sie als Eichstätter Lehen besaß. Kippenwang soll bis 1466 im Besitz der Schweppermänner gewesen sein. Mit dem Erwerb durch die Herren von Heideck und der Verpfändung von Stadt und Amt Heideck 1472 gelangte Kippenwang an Bayern. Nach dem Landshuter Erbfolgekrieg kam der Ort mit dem Amt Heideck 1505 zum neuerrichteten Fürstentum Pfalz-Neuburg. Von 1542 bis 1585 waren Stadt und Amt Heideck vom verschuldeten Neuburger Pfalzgrafen an Nürnberg verpfändet; darnach gehörte das Amt Heideck und damit auch Kippenwang wieder zu Pfalz-Neuburg, wo inzwischen der lutherische Glauben eingeführt worden war. Noch 1542 führte Nürnberg im Amt Heideck und damit auch in Kippenwang die Reformation ein. Die Wiedereinführung der katholischen Religionsausübung erfolgte mit der Rekatholisierung von Neuburg-Pfalz unter dem zur alten Kirche konvertierten Pfalzgraf Wolfgang Wilhelm um 1627; hierzu war in Heideck eigens eine Jesuitenstation errichtet worden.
Am Ende des Alten Reiches gab es in Kippenwang sechs Anwesen, darunter das Hirtenhaus, die grundherrschaftlich dem pfalz-neuburgischen Landrichteramt Heideck gehörten und hoch- und niedergerichtlich dem pfalz-neuburgischen Pflegamt Heideck unterstanden.
Im Königreich Bayern (1806) bildeten Kippenwang, Kolbenhof und Aberzhausen die Ruralgemeinde Aberzhausen im Steuerdistrikt Laibstadt im Gerichtsbezirk und Rentamt (später Bezirksamt und Amtsgericht) Hilpoltstein. Aus dem Weiler wurde ein Dorf: 1820 bestand Kippenwang aus neun Anwesen und hatte 48 Einwohner.
1875 wurden in Kippenwang 29 Gebäude, neun Pferde und 61 Stück Rindvieh gezählt. Zu dieser Zeit gehörte die Gemeinde Aberzhausen dem Bezirksamt Neumarkt in der Oberpfalz an, aus dem sie 1880 zum Bezirksamt Hilpoltstein kam.
1937 wurde die Schule im benachbarten Aberzhausen aufgehoben, wohin Kippenwang eingeschult war; nunmehr wurden die Kinder der Gemeinde nach Laibstadt zur Schule geschickt. 1950 gab es in Kippenwang sechs Wohngebäude, die infolge der Flüchtlings- und Vertriebenensituation 56 Bewohner aufwiesen, die aber zum größten Teil wieder abwanderten. So wurden 1973 nur noch 23 Bewohner gezählt; damit hatte sich die Einwohnerzahl Kippenwangs gegenüber dem 19. Jahrhundert in etwa halbiert.
Mit der Gebietsreform in Bayern wurde die Gemeinde Aberzhausen am 1. Januar 1971 aufgelöst. Kippenwang und Aberzhausen wurden Gemeindeteile von Heideck im Landkreis Roth, Kolbenhof kam zur Gemeinde Thalmässing.

## Katholische 14-Nothelfer-Kapelle

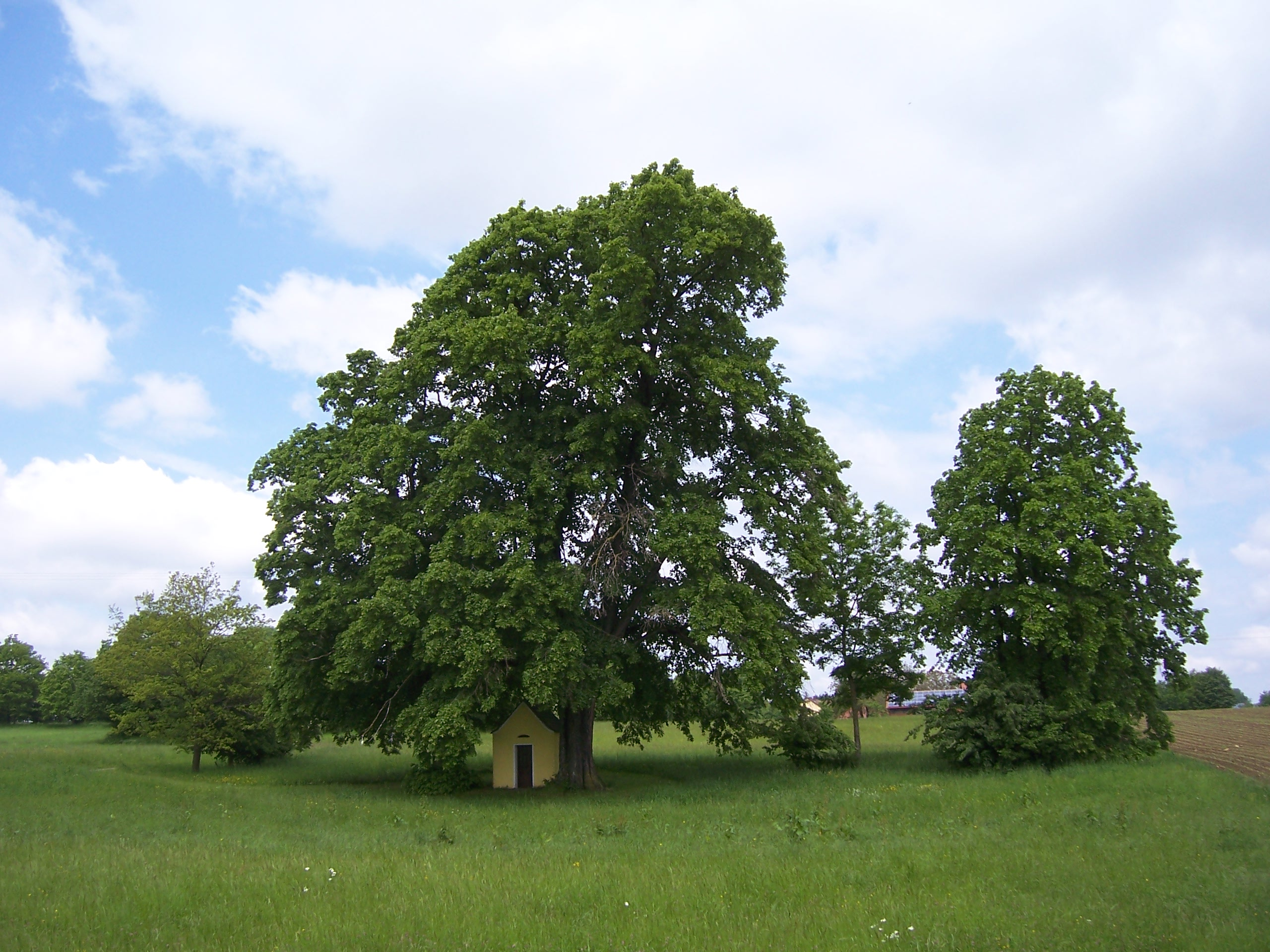
Die Kapelle bei Kippenwang

Zwischen Kippenwang und Aberzhausen steht unter mächtigen Bäumen eine Kapelle; das Altarbild „zu Ehren der heiligen Dreifaltigkeit und 14 hl. Nothhelfer“ stiftete der „achtbare“ Kippenwanger Bauer Matthias Betz 1872. Der Putzbau mit Satteldach aus dem 18. /19, Jahrhundert gilt als Baudenkmal.
1836 und auch 1937 gehörte Kippenwang zur katholischen Pfarrei Mariä Himmelfahrt in Laibstadt – bis auf zwei Häuser (mit 15 Katholiken im Jahr 1937), die in die katholische Pfarrei Zell gepfarrt waren.

### Einwohnerentwicklung
- 1818: 48 (9 „Feuerstellen“, 9 Familien)[24]
- 1871: 37 (29 Gebäude)[19]
- 1900: 40 (8 Wohngebäude)[25]
- 1950: 56 (sechs Wohngebäude)[26]
- 1961: 26 (6 Wohngebäude)[27]
- 1987: 27 (6 Gebäude mit Wohnraum; 8 Wohnungen)[1]

## Persönlichkeiten
- Franz Harrer, * 3. Februar 1888 in Kippenwang; † 6. November 1964, katholischer Geistlicher (Priesterweihe 1919 in Eichstätt), Verfasser eines Front-Tagebuchs aus dem Ersten Weltkrieg[28]
- Odo Harrer OSB, Frater im Kloster Münsterschwarzach[29]